# Brian Torrealba
Brian Nicolás Torrealba Silva (Rancagua, Región del Libertador Bernardo O'Higgins, Chile, 14 de julio de 1997) es un futbolista chileno que juega de defensa actualmente en Deportes Limache de la Primera División de Chile.

## Trayectoria
Surgido de las divisiones inferiores de O'Higgins, debutó en el fútbol profesional en un partido contra Colo-Colo por la duodécima fecha del Torneo Apertura 2015 y esta en el primer equipo del club. Es internacional con la Selección de fútbol sub-17 de Chile. Además es Sparring de Jorge Sampaoli y participó en el Mundial de Brasil 2014. Además participó en el Torneo internacional de fútbol sub-20 de la Alcudia el año 2015 con el técnico Nicolás Cordova ganando dicho torneo de forma invicta.

## Estadísticas
| Club                                                                         | Div              | Temporada        | Liga  | Liga  | Copas nacionales(1) | Copas nacionales(1) | Torneos internacionales(2) | Torneos internacionales(2) | Total | Total |
| Club                                                                         | Div              | Temporada        | Part. | Goles | Part.               | Goles               | Part.                      | Goles                      | Part. | Goles |
| ---------------------------------------------------------------------------- | ---------------- | ---------------- | ----- | ----- | ------------------- | ------------------- | -------------------------- | -------------------------- | ----- | ----- |
| O'Higgins · Chile                                                            | 1.ª              | 2015-16          | 19    | 0     | —                   | —                   | —                          | —                          | 19    | 0     |
| O'Higgins · Chile                                                            | 1.ª              | 2016-17          | 14    | 0     | 4                   | 2                   | 2                          | 0                          | 20    | 2     |
| O'Higgins · Chile                                                            | 1.ª              | 2017             | 8     | 0     | 2                   | 0                   | —                          | —                          | 10    | 0     |
| Rangers · Chile                                                              | 2.ª              | 2018             | 25    | 3     | 2                   | 1                   | —                          | —                          | 27    | 4     |
| Rangers · Chile                                                              | Total club       | Total club       | 25    | 3     | 2                   | 1                   | 0                          | 0                          | 27    | 4     |
| O'Higgins · Chile                                                            | 1.ª              | 2019             | 2     | 0     | —                   | —                   | —                          | —                          | 2     | 0     |
| O'Higgins · Chile                                                            | 1.ª              | 2020             | 20    | 0     | —                   | —                   | —                          | —                          | 20    | 0     |
| O'Higgins · Chile                                                            | 1.ª              | 2021             | 190   | 0     | 4                   | 1                   | —                          | —                          | 23    | 1     |
| O'Higgins · Chile                                                            | 1.ª              | 2022             | 17    | 0     | —                   | —                   | —                          | —                          | 17    | 0     |
| O'Higgins · Chile                                                            | 1.ª              | 2023             | 17    | 1     | 3                   | 0                   | —                          | —                          | 20    | 1     |
| O'Higgins · Chile                                                            | Total club       | Total club       | 315   | 1     | 13                  | 3                   | 2                          | 0                          | 129   | 4     |
| Total en carrera                                                             | Total en carrera | Total en carrera | 142   | 4     | 15                  | 4                   | 2                          | 0                          | 159   | 8     |
| (1)Incluye datos de la Copa Chile. (2)Incluye datos de la Copa Sudamericana. |                  |                  |       |       |                     |                     |                            |                            |       |       |

### Resumen estadístico
| Competición               | Partidos | Goles |
| ------------------------- | -------- | ----- |
| Primera División de Chile | 115      | 1     |
| Primera B de Chile        | 25       | 3     |
| Copa Chile                | 15       | 4     |
| Copa Sudamericana         | 2        | 0     |
| Selección de Chile sub-20 | 0        | 0     |
| Total                     | 159      | 8     |